# Amallothrix aspinosa
Amallothrix aspinosa is een eenoogkreeftjessoort uit de familie van de Scolecitrichidae. De wetenschappelijke naam van de soort is voor het eerst geldig gepubliceerd in 1975 door Roe.